# Mike Shanahan
Pour les articles homonymes, voir Shanahan.
Michael Edward Shanahan (né le 24 août 1952 à Oak Park aux États-Unis) est un entraîneur de football américain. Il a été l'entraîneur-chef des Broncos de Denver de 1995 à 2008 avec qui il a remporté deux Super Bowls consécutifs en 1997 et 1998. En 2010, Shanahan reprend du service et devient l'entraineur des Washington Redskins. 

## Ses débuts
Shanahan joua au football à la East Leyden High School, où il occupait le poste de quarterback. En 1972, une blessure à un rein mit un terme à sa carrière de joueur et il embrassa la carrière d'entraîneur. Après sa sortie de l'école, il devint entraîneur-assistant à l'université de l'Oklahoma (1975), l'université du Nord de l'Arizona (1976-1977), l'université de l'Est de l'Illinois (1978), l'université du Minnesota (1979), et l'université de Floride (1980-1983).

## Carrière NFL
Shanahan devient entraîneur des quarterbacks puis coordinateur offensif des Broncos sous l'ère Dan Reeves dans les années 1980 avant de devenir entraîneur en chef des Raiders de Los Angeles en 1988 et 1989. Avec 8 victoires pour 12 défaites, il est limogé et retourne chez les Broncos. En 1992, il est renvoyé des Broncos car Reeves lui reproche d'être trop proche du quarterback vedette John Elway et d'avoir mis au point ensemble des tactiques sans lui en avoir référé. Il rejoint alors les 49ers de San Francisco, également comme coordinateur offensif, avec qui il remporte le Super Bowl XXVIII en 1994.
En 1995, il obtient une nouvelle occasion avec les Broncos, cette fois-ci en tant qu'entraîneur-chef. Il emmène cette équipe, avec Elway comme leader de l'attaque, vers deux titres de champion en 1997 et 1998.
En 2008, après trois saisons sans play-off, il est démis de ses fonctions d'entraîneur des Broncos,.

## Statistiques d'entraîneur-chef
| Équipe          | Année           | Saison régulière | Saison régulière | Saison régulière | Saison régulière | Saison régulière | Play-offs | Play-offs | Play-offs | Play-offs                                     |
| Équipe          | Année           | G                | P                | N                | G %              | Classement       | G         | P         | G %       | Résultat                                      |
| --------------- | --------------- | ---------------- | ---------------- | ---------------- | ---------------- | ---------------- | --------- | --------- | --------- | --------------------------------------------- |
| Raiders         | 1988            | 7                | 9                | 0                | 43,8 %           | 3e AFC Ouest     | -         | -         | -         | Non qualifiés                                 |
| Raiders         | 1989            | 1                | 3                | 0                | 25,0 %           | 3e AFC Ouest     | -         | -         | -         | Non qualifiés                                 |
| Totaux Raiders  | Totaux Raiders  | 8                | 12               | 0                | 40,0 %           |                  | -         | -         | -         |                                               |
| Denver          | 1995            | 8                | 8                | 0                | 50,0 %           | 3e AFC Ouest     | -         | -         | -         | Non qualifiés                                 |
| Denver          | 1996            | 13               | 3                | 0                | 81,3 %           | 1er AFC Ouest    | 0         | 1         | 0 %       | Finale de division (Jaguars de Jacksonville)  |
| Denver          | 1997            | 12               | 4                | 0                | 75,0 %           | 2e AFC Ouest     | 4         | 0         | 100 %     | Champions du Super Bowl XXXII                 |
| Denver          | 1998            | 14               | 2                | 0                | 87,5 %           | 1er AFC Ouest    | 3         | 0         | 100 %     | Champions du Super Bowl XXXIII                |
| Denver          | 1999            | 6                | 10               | 0                | 37,5 %           | 5e AFC Ouest     | -         | -         | -         | Non qualifiés                                 |
| Denver          | 2000            | 11               | 5                | 0                | 68,8 %           | 2e AFC Ouest     | 0         | 1         | 0         | Match de wild-card (Ravens de Baltimore)      |
| Denver          | 2001            | 8                | 8                | 0                | 50,0 %           | 3e AFC Ouest     | -         | -         | -         | Non qualifiés                                 |
| Denver          | 2002            | 9                | 7                | 0                | 56,3 %           | 2e AFC Ouest     | -         | -         | -         | Non qualifiés                                 |
| Denver          | 2003            | 10               | 6                | 0                | 62,5 %           | 2e AFC Ouest     | 0         | 1         | 0 %       | Match de wild-card (Colts d'Indianapolis)     |
| Denver          | 2004            | 10               | 6                | 0                | 62,5 %           | 2e AFC Ouest     | 0         | 1         | 0 %       | Match de wild-card (Colts d'Indianapolis)     |
| Denver          | 2005            | 13               | 3                | 0                | 81,3 %           | 1er AFC Ouest    | 1         | 1         | 50,0 %    | Finale de conférence (Steelers de Pittsburgh) |
| Denver          | 2006            | 9                | 7                | 0                | 56,3 %           | 2e AFC Ouest     | -         | -         | -         | Non qualifiés                                 |
| Denver          | 2007            | 7                | 9                | 0                | 43,8 %           | 2e AFC Ouest     | -         | -         | -         | Non qualifiés                                 |
| Denver          | 2008            | 8                | 8                | 0                | 50,0 %           | 2e AFC Ouest     | -         | -         | -         | Non qualifiés                                 |
| Totaux Broncos  | Totaux Broncos  | 138              | 86               | 0                | 61,6 %           |                  | 8         | 5         | 61,5 %    |                                               |
| Washington      | 2010            | 6                | 10               | 0                | 37,5 %           | 4e NFC Est       | -         | -         | -         | Non qualifiés                                 |
| Washington      | 2011            | 5                | 11               | 0                | 31,3 %           | 4e NFC Est       | -         | -         | -         | Non qualifiés                                 |
| Washington      | 2012            | 10               | 6                | 0                | 62,5 %           | 1er NFC Est      | 0         | 1         | 0 %       | Match de wild-card (Seahawks de Seattle)      |
| Totaux Redskins | Totaux Redskins | 21               | 27               | 0                | 43,8 %           |                  | 0         | 1         | 0 %       |                                               |
| Totaux          | Totaux          | 167              | 125              | 0                | 57,2 %           |                  | 8         | 6         | 57,1 %    |                                               |

## Records
- Plus de victoires en trois ans : 46 (1996-1998).
- Plus de victoires en play-off en deux saisons : 7 (1997-1998).
- Vainqueur de tous ses matchs à domicile pendant trois saisons (1996-1998) — Deuxième équipe de l'histoire après les Dolphins de Miami (1972 à 1974).